# Władysław Tatarkiewicz
Władysław Tatarkiewicz, né le 3 avril 1886 à Varsovie et mort le 4 avril 1980 dans la même ville est un philosophe et historien de l'art polonais, connue pour ses travaux sur l’histoire de la philosophie, l’éthique et l’esthétique.

## Biographie
Après l'Université volante de Varsovie, Władysław Tatarkiewicz poursuit ses études à Zurich, Berlin, Marburg, Paris et Lwów, en démontrant un large éventail d'intérêts allant du droit et passant par la psychologie, la philosophie  l'anthropologie, la zoologie jusqu'à l'histoire de l'art.
Tatarkiewicz entame sa carrière universitaire en 1915 en tant que maître de conférences en philosophie à l'Université de Varsovie. Il travaille ensuite à l'Université de Vilnius (1919-1921) puis à l'Université de Poznań (1921-1923), où il enseigne la philosophie, l'esthétique et l'histoire de l'art contemporain.
En 1931, il publie les deux premiers volumes de sa monumentale l'Histoire de la philosophie. Le manuscrit du troisième volume brûle pendant l'insurrection de Varsovie en 1944. Recréé par l'auteur après la guerre et publié en 1950, il est immédiatement interdit par les communistes. L'interdiction est en vigueur jusqu'en 1957.
Dans les années 1950, Tatarkiewicz travaille sur une autre grande œuvre de sa vie, considérée comme le couronnement de ses réalisations académiques: l'Histoire de l'esthétique en trois volumes, publiée pour la première fois en 1960 - 1967. 
Parmi les autres travaux notables du professeur, il convient citer Sur le bonheur et l'Histoire des six concepts.
Władysław Tatarkiewicz est membre de l'Académie polonaise des arts et sciences (1930-1951) et de l'Académie polonaise des sciences (à partir de 1956). 
Il est décédé le 4 avril 1980 à Varsovie.

## Honneurs et distinctions
- Commandeur de l'ordre Polonia Restituta en 1938[1]
- Docteur honoris causa de l'Université Jagellonne de Cracovie en 1968[2]
- le prix d'État du 1er degré en 1966,
- le prix spécial d'État en 1979

## Publications
- O bezwzględności dobra, Varsovie, 1919
- Pięć studiów o Łazienkach Stanisława Augusta, Lwów 1925
- Histoire de la philosophie (Historia filozofii) I–II, Lwów 1931, III, Cracovie 1950
- Sur le bonheur (O szczęściu), Cracovie, 1947
- Skupienie i marzenie. Studia z zakresu estetyki, Cracovie, 1951
- Dominik Merlini Varsovie, 1955
- Histoire de l'esthétique (Historia estetyki) I–III, Wrocław 1960–1967
- O sztuce polskiej XVII i XVIII wieku. Architektura, rzeźba, Varsovie, 1966
- Pisma zebrane I–II, Varsovie, 1971–1972
- Histoire des six concepts (Dzieje sześciu pojęć), Varsovie, 1975
- O doskonałości, Varsovie, 1976
- Parerga, Varsovie, 1978
- Wspomnienia, Varsovie, 1979
- O filozofii i sztuce, Varsovie, 1986
- Dobro i oczywistość. Pisma etyczne, Lublin, 1989
- Pisma z etyki i teorii szczęścia, Wrocław, 1992
- Wybór pism estetycznych, Cracovie, 2004